# Ardisia scalarinervis
Ardisia scalarinervis är en viveväxtart som beskrevs av Egbert Hamilton Walker. Ardisia scalarinervis ingår i släktet Ardisia och familjen viveväxter. Inga underarter finns listade i Catalogue of Life.